# David Kushner
David Kushner (7 de diciembre de 1968) es un escritor y editor estadounidense, reconocido por su asociación con medios como Rolling Stone, Wired, The New York Times, GQ y Esquire. En 2012 publicó el libro Jacked: The Outlaw Story of Grand Theft Auto y cuatro años después estrenó su autobiografía, titulada Alligator Candy. Su artículo Zola, escrito para Rolling Stone, fue adaptado a una película del mismo nombre en 2021 y su texto All Rise: The Untold Story of The Guys Who Launched Viagra está siendo adaptado a la gran pantalla por el cineasta Spike Lee.